# Bayerotrochus poppei
Bayerotrochus poppei is een slakkensoort uit de familie van de Pleurotomariidae. De wetenschappelijke naam van de soort is voor het eerst geldig gepubliceerd in 2003 door Anseeuw.